# Петровська (Афанасьєвський район)
Петро́вська (рос. Петровская) — присілок у складі Афанасьєвського району Кіровської області, Росія. Входить до складу Ічетовкінського сільського поселення.
Населення становить 1 особа (2010, 18 у 2002).
Національний склад станом на 2002 рік — росіяни 100 %.